# 아주스틸
아주스틸(Aju Steel Co. Ltd.)는 대한민국의 기업이다. 본사는 경상북도 구미시 산동면 첨단기업로 71에 위치해 있으며 대표이사는 이현식 이다

 일본의 종합무역상사 가네마쓰(Kanematsu Corporation)가 2대주주이자 전략적투자자(SI)이다.

## 역사
- 2021년 8월 20일에 주관사를 미래에셋증권으로 공모가 15,100원에 코스닥 시장에 상장하였다.
- 2024년 8월 이학연 대표 등 특수관계인이 동국씨엠에 1,285억 원에 회사 경영권을 매각하였다.

## 같이 보기
- 동국씨엠

## 참고문헌
1. ↑  이학연 아주스틸 창업주 겸 대표이사, 비즈니스포스트, 2023-09-22
2. ↑  [IB토마토아주스틸, 돈도 없는데 투자 직진…유증 카드 꺼내나, 뉴스 토마토, 2023-12-20]
3. ↑  아주스틸, 캐파 확대 본격화...내년 멕시코-폴란드 공장 완공, 뉴스핌, 2023-12-04